# 定晋岩禅果寺碑刻
定晋岩禅果寺碑刻，位于中国河北省邯郸市口上村寺钩，为邯郸市武安市的一个省级文物保护单位，类型为石刻，公布时间为1982年7月23日。
定晋岩禅果寺碑刻的历史年代为五代至清。